# フィルパワー

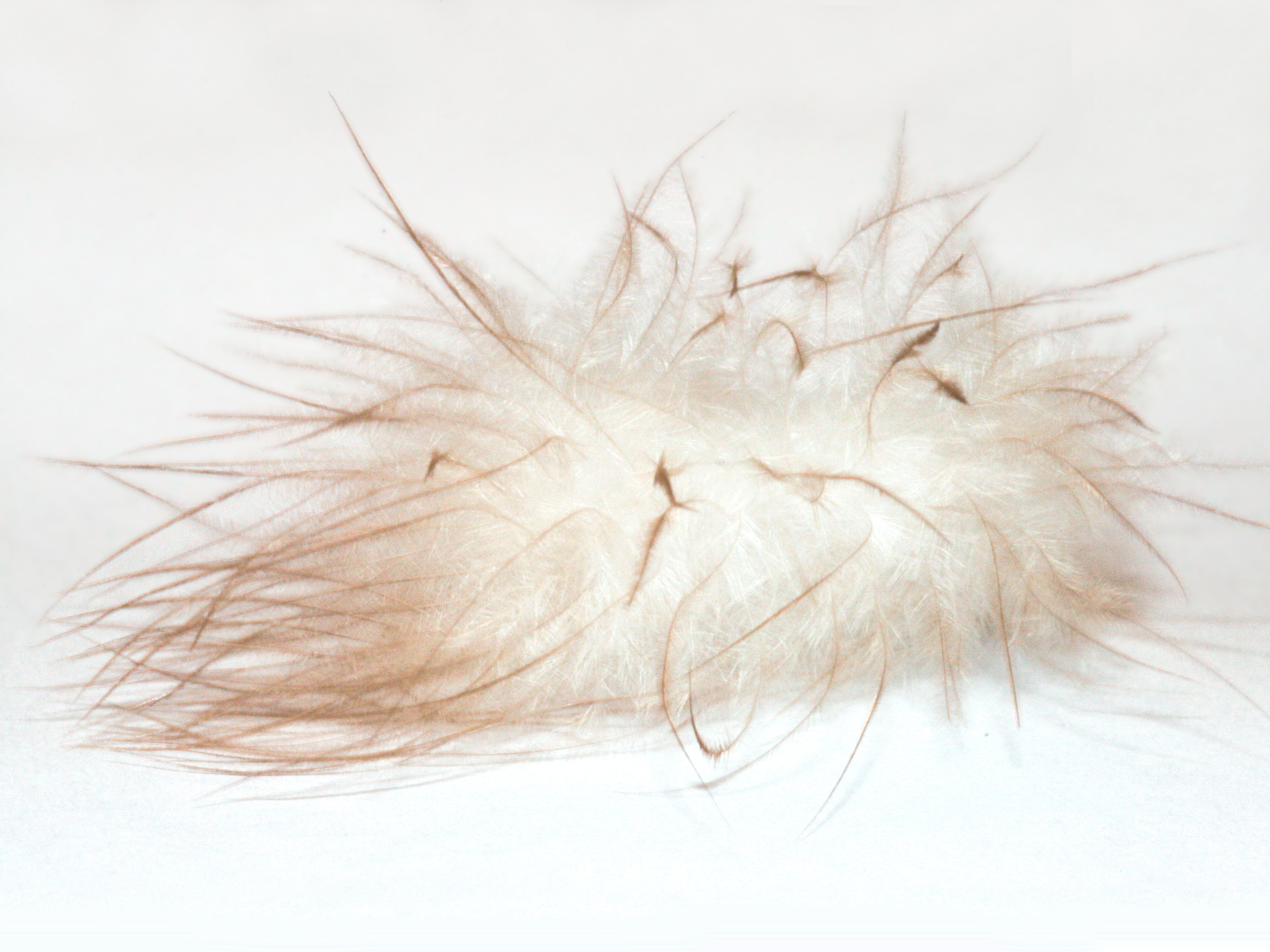
詰め物としての羽毛。ダウン。

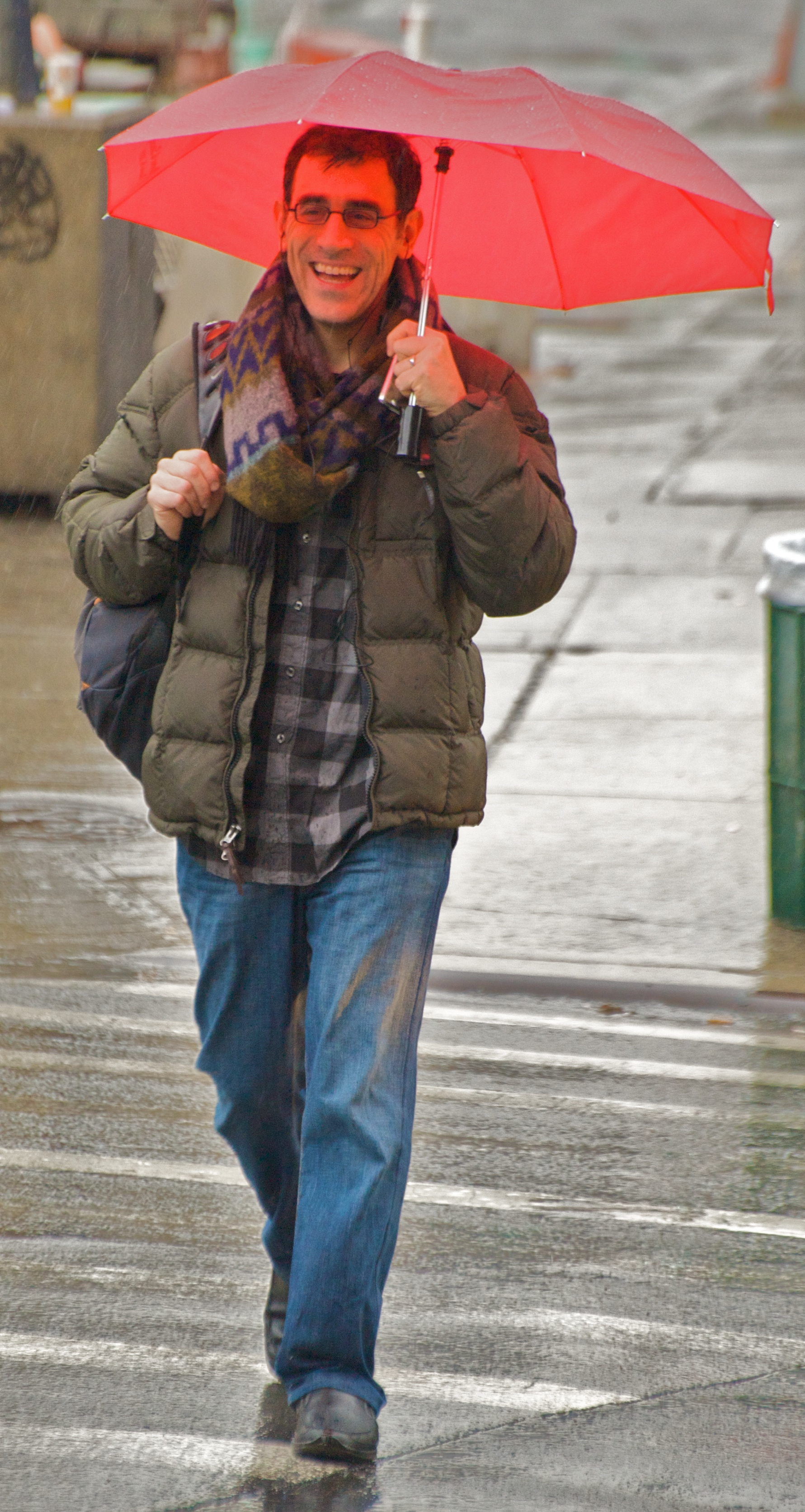
ダウンジャケットを着た男性

フィルパワー（英: Fill Power、米、記号FP）は、ダウンジャケットなどで用いられている羽毛のかさ高性を表す単位。

## 概要
羽毛1オンス（28.4g）当たりのふくらみ度合いを立方インチ（2.54cm立方）で示す。例えば、「600フィルパワー」とは1オンスの羽毛が600立方インチの体積にふくらんでいることを表し、数値が大きいほど良質なダウンと言える。日本では計量法に基づき、証明書などでの体積表記には、SI単位cm³/gの使用が求められている。

## フィルパワーとダウン率
フィルパワーとダウン率は相関性がある。
- 低ダウン品 - FP500以下
- 良質ダウン - FP600～700
- 高品質ダウン - FP700以上